# Cinnyris loveridgei
Cinnyris loveridgei е вид птица от семейство Nectariniidae. Видът е застрашен от изчезване.